# Nicolás Rubén Medina
Para el futbolista chileno, véase Nicolás Medina Ríos.
Nicolás Rubén Medina (Buenos Aires, Provincia de Buenos Aires, Argentina; 17 de febrero de 1982) es un exfutbolista argentino que se desempeñaba como mediocampista en Independiente Rivadavia de la Primera B Nacional. Además de Argentina, también jugó en Inglaterra, España, México, Chile y Perú.

## Inicios
Surgió de las divisiones inferiores de Argentinos Juniors y formó parte de todas las juveniles de la Selección Argentina, donde se coronó en el campeonato mundial del año 2001, y permitiendo partir tempranamente a Europa, más precisamente a Inglaterra para formar parte del Sunderland. Su proyección mundial hizo que Marcelo Bielsa incluya al jugador en el plantel que disputó la Copa América 2004 y los Juegos Olímpicos de ese mismo año en Atenas.

## Selección nacional
Fue campeón olímpico con la Selección Argentina en los Juegos Olímpicos de 2004.

### Participaciones en Juegos Olímpicos
| Olimpiadas  | Sede   | Resultado      |
| ----------- | ------ | -------------- |
| Atenas 2004 | Grecia | Medalla de oro |

### Participaciones en Copas América
| Copa              | Sede | Resultado  |
| ----------------- | ---- | ---------- |
| Copa América 2004 | Perú | Subcampeón |

### Participaciones en Copas del Mundo Sub-20
| Copa                                  | Sede      | Resultado |
| ------------------------------------- | --------- | --------- |
| Copa Mundial de Fútbol Sub-20 de 2001 | Argentina | Campeón   |

## Clubes
| Club                        | País       | Año       |
| --------------------------- | ---------- | --------- |
| Argentinos Juniors          | Argentina  | 1997-2001 |
| Sunderland FC               | Inglaterra | 2001-2003 |
| Leganés                     | España     | 2003-2004 |
| Sunderland FC               | Inglaterra | 2004-2005 |
| Real Murcia CF              | España     | 2005      |
| Rosario Central             | Argentina  | 2005-2006 |
| Nueva Chicago               | Argentina  | 2006-2007 |
| Talleres                    | Argentina  | 2007      |
| Gimnasia y Esgrima La Plata | Argentina  | 2007-2009 |
| O'Higgins                   | Chile      | 2009      |
| Tiro Federal                | Argentina  | 2010      |
| Reboceros de La Piedad      | México     | 2011-2012 |
| El Porvenir                 | Argentina  | 2012      |
| Unión Comercio              | Perú       | 2013-2014 |
| Sport Huancayo              | Perú       | 2015–2016 |
| Independiente Rivadavia     | Argentina  | 2016-2018 |